# Dysdera atlantica
Dysdera atlantica este o specie de păianjeni din genul Dysdera, familia Dysderidae, descrisă de Simon, 1909.
Este endemică în Morocco. Conform Catalogue of Life specia Dysdera atlantica nu are subspecii cunoscute.